# Psammogammarus stocki
Psammogammarus stocki is een vlokreeftensoort uit de familie van de Eriopisidae. De wetenschappelijke naam van de soort is voor het eerst geldig gepubliceerd in 1990 door Vonk.